# Afrykańska Partia na rzecz Niepodległości Zielonego Przylądka
Afrykańska Partia na rzecz Niepodległości Zielonego Przylądka (port. Partido Africano da Independência de Cabo Verde) – partia polityczna w Republice Zielonego Przylądka.
Partia powstała w 1980 roku na skutek rozpadu lewicowej Afrykańskiej Partii Niepodległości Gwinei i Wysp Zielonego Przylądka (PAIGC) na dwie regionalne formacje. Do 1990 roku partia sprawowała rządy jednopartyjne. W trakcie pierwszego etapu swoich rządów przeprowadziła likwidację wielkiej własności ziemskiej, popierała tworzenie gospodarstw państwowych i spółdzielczych. W 1990 roku uruchomiła proces demokratyzacji kraju. W 1991 roku odbyły się wielopartyjne wybory parlamentarne i prezydenckie, zwycięstwo w nich odniosła opozycyjny Ruchu dla Demokracji (MPD). Partia powróciła do władzy w 2001 roku kiedy to zdobyła większość w parlamencie, a prezydentem z jej ramienia został Pedro Pires.